# Thiaridae
Thiaridae Gill, 1871 (1823) è una famiglia di molluschi gasteropodi d'acqua dolce della superfamiglia Cerithioidea.

## Descrizione
I gasteropodi di questa famiglia hanno una conchiglia conica, robusta, con la sommità appuntita e aguzza, che può essere tronca, per usura, negli esemplari più anziani. Sono lunghi sino a 3 cm. Sono dotati di un opercolo concentrico.

## Tassonomia
La famiglia comprende i seguenti generi:
- Balanocochlis P. Fischer, 1885
- Culenmelania Z.-X. Qian, J. Yang, Y. Lu & J. He, 2012
- Fijidoma Morrison, 1952
- Longiverena Pilsbry & Olsson, 1935
- Melanoides Olivier, 1804
- Mieniplotia Low & Tan, 2014
- Neoradina Brandt, 1974
- Plotiopsis Brot, 1874
- Ripalania Iredale, 1943
- Sermyla H. Adams & A. Adams, 1854
- Stenomelania P. Fischer, 1885
- Tarebia H. Adams & A. Adams, 1854
- Thiara Röding, 1798